# Puerto de la Torre
Puerto de la Torre (ou district 10 de Malaga) est l'un des onze districts de la ville de Malaga, en Espagne.

## Origine du nom
Comme son nom l’indique, Puerto de la Torre s'est développé autour d'une tour, en l'occurrence une tour de garde sur l'ancienne route de Malaga à Antequera, près de laquelle se sont installés des commerces et des auberges. Les premiers habitants étaient originaires de la région d’Almogia dont le blé et les olives approvisionnaient d’anciens moulins. La tour, aujourd’hui restaurée, donne vue sur le nord de la ville de Malaga, sur la mer et sur une partie de la vallée du Guadalhorce. Elle est située sur un relief appelé « Atabal » du nom d’un tambour conique arabe.

## Quartiers

Quartiers du district 10.

Les quartiers  (barrios) du district de Puerto de la Torre sont Arroyo España, Cañada de los Cardos, Cañaveral, El Atabal, El Chaparral, El Cortijuelo-Junta de los Caminos, El Limonero, El Tejar, El Tomillar, Hacienda Cabello, Hacienda Rán Nuva Puerto de la Torre, Las Morillas 2, Las Morillas-Puerto de la Torre, Los Almendros, Los Asperones 1, Los Asperones 3, Los Molinos, Los Morales, Los Morales 1, Los Morales 2, Los Ramos, Los Tomillares, Orozco, Puertosol, Quinta Alegre, Salinas, Santa Isabel-Puerto de la Torre, Soliva Este, Torremar, Universidad Laboral, Virgen del Carmen. 

## Galerie

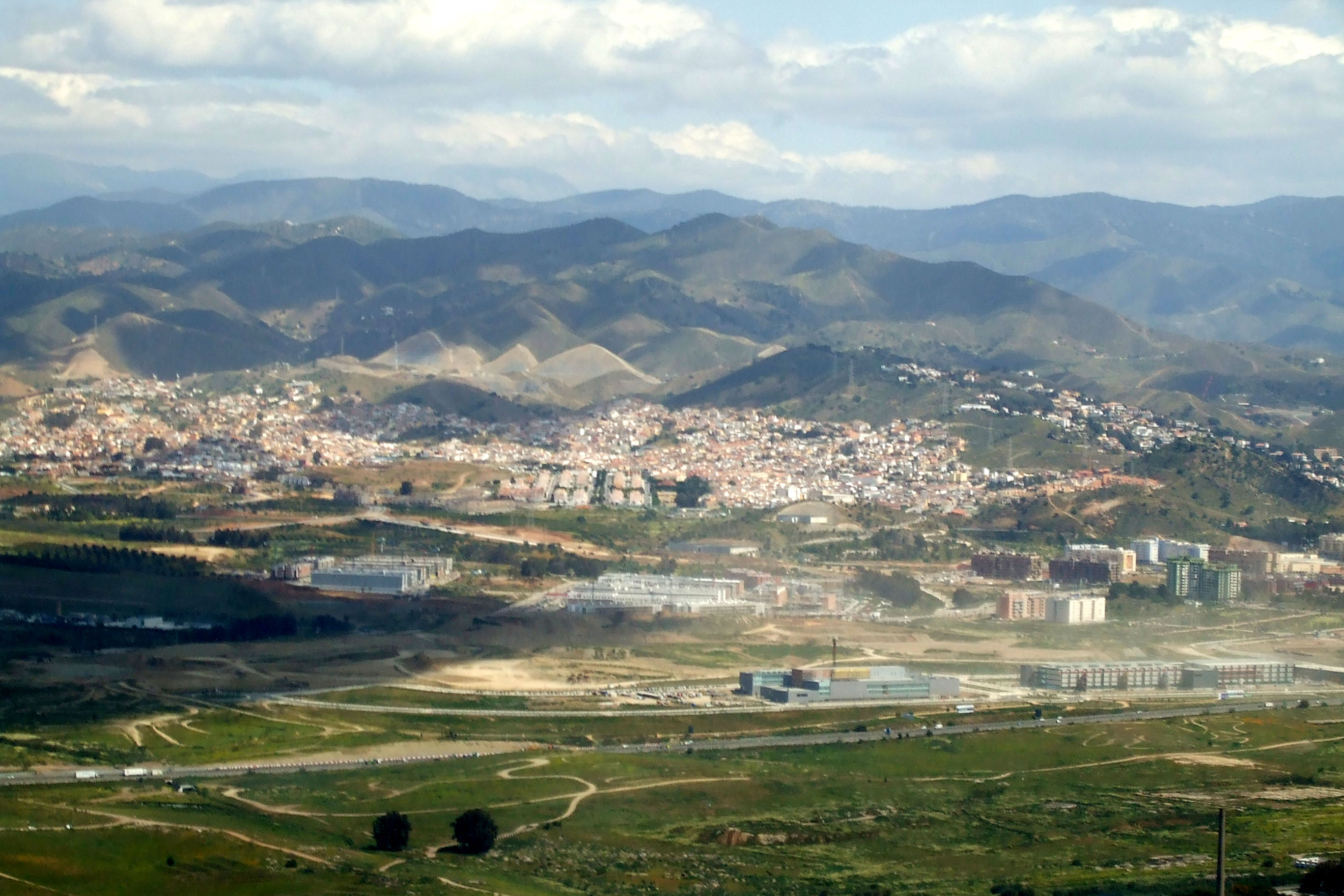
Vue aérienne de Puerto de Torre[à vérifier].
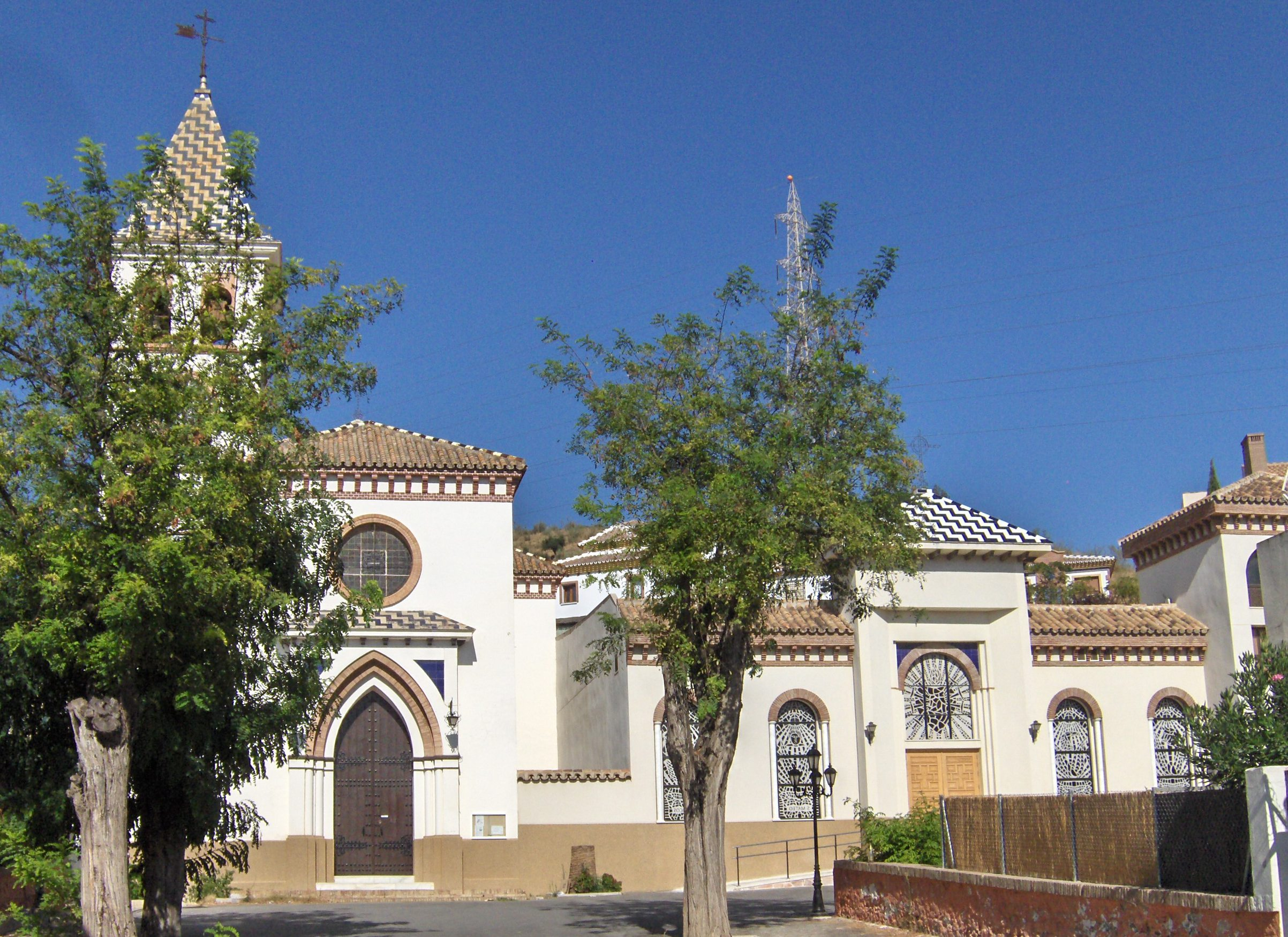
Église Nuestra Señora de los Dolores.
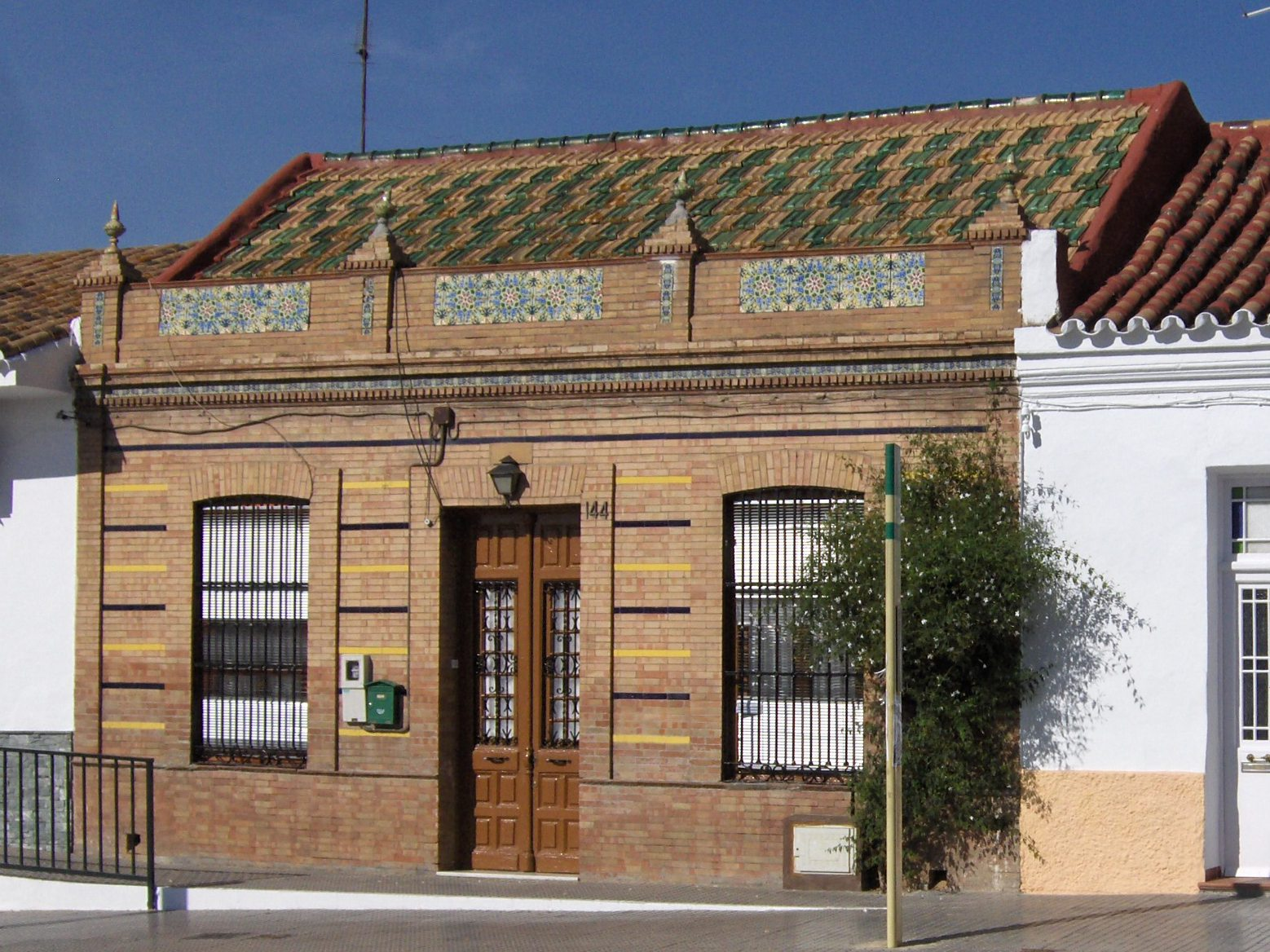
Maisons dans le quartier de Los Morales.
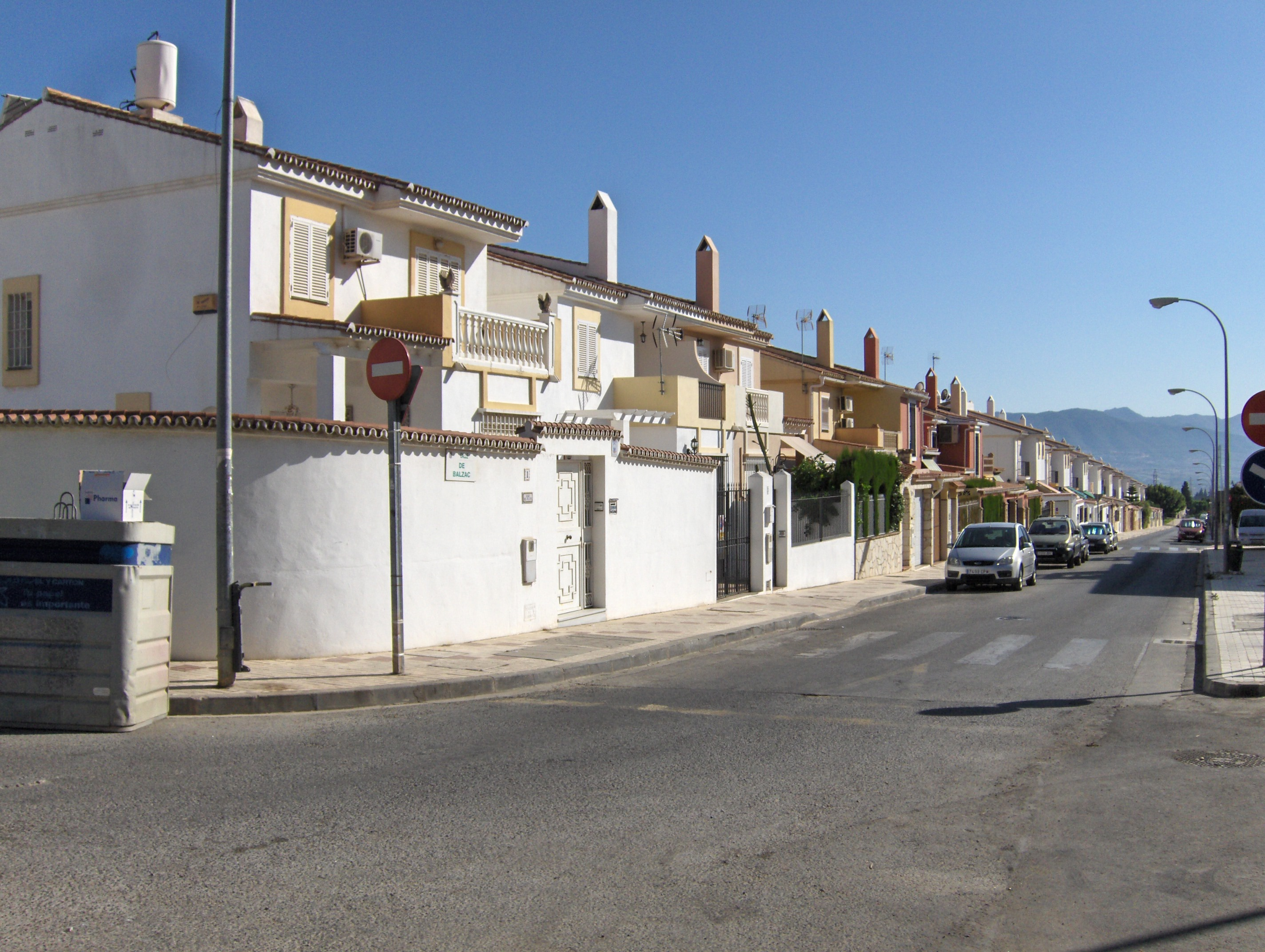
Maisons dans le quartier de Los Almendros.